# 二柳斎吉信
二柳斎 吉信（にりゅうさい よしのぶ、生没年不詳）とは、江戸時代中期の京都の浮世絵師。

## 来歴
師系不詳。寛政の頃、滑稽本の挿絵を描いている。寛政9年（1797年）刊行の沖の白帆作の『不転先図会』（ころばぬさきのずえ）の挿絵で知られている。その版元は吉野屋勘兵衛及び吉野屋利兵衛であった。
また、寛政11年（1799年）に京都にて刊行された『絵本頼朝一生記』には「紀吉信藤井」という落款があり、この藤井吉信と同一人かといわれる。